# Hoochie Coochie Man (альбом Джиммі Сміта)
Hoochie Coochie Man — студійний альбом американського джазового органіста Джиммі Сміта, випущений у 1966 році лейблом Verve.

## Опис
Записавши декілька важливих сесій для Blue Note, органіст Джиммі Сміт у 1962 році підписав вигідний контракт з Verve. Упродовж наступного десятиліття записував композиції, більшість з яких була акцентована на блюз. На цьому альбомі його репертуар варіюється від «Blues and the Abstract Truth» до «I'm Your Hoochie Coochie Man». У більшості випадків версії Сміта мало чим нагадують оригінальні записи. Сміт грає з біг-бендом під керівництвом Олівера Нельсона (який також здійснив аранжування).
У 1966 році альбом потрапив до чарту U.S. Billboard 200, де посів 77-е місце, загалом провівши в ньому 14 тижнів. Сингл з альбому «Hoochie Coochie Man (Part 1)» у 1966 році посів 94-е місце у чарті Billboard Hot 100.

## Список композицій
1. «I'm Your Hoochie Cooche Man» (Віллі Діксон) — 6:00
2. «One Mint Julep» (Руді Тумс) — 5:30
3. «Ain't That Just Like a Woman» (Клод Демітріус, Флісі Мур) — 5:40
4. «Boom Boom» (Джон Лі Гукер) — 6:12
5. «Blues and the Abstract Truth» (Олівер Нельсон) — 5:25
6. «TNT» (Бен Такер, Грейді Тейт) — 5:25

## Учасники запису
- Джиммі Сміт — орган, вокал (1, 3, 4)
- Олівер Нельсон — аранжування, диригування
- Річард Девіс — контрабас
- Боб Креншоу — електричний бас [Fender]
- Боббі Розенгарден — бонго, перкусія
- Грейді Тейт — ударні
- Дональд Коррадо, Віллі Рафф — валторна
- Баррі Гелбрейт, Білл Сайкер, Біллі Батлер, Кенні Беррелл — гітара
- Бадді Лукас — губна гармоніка
- Джек Еджі, Джером Річардсон, Джеррі Доджон, Філ Вудс, Боб Ештон — дерев'яні духові
- Брітт Вудмен, Мельба Лістон, Квентін Джексон, Том Макінтош — тромбон
- Ерні Роял, Джин Янг, Джо Ньюмен, Дік Вільямс — труба
- Дон Баттерфілд — туба

Технічний персонал
- Крід Тейлор — продюсер
- Вал Валентайн — керівник-інженер
- Руді Ван Гелдер — інженер
- Ейсі Леман — дизайн обкладинки
- Чарльз Стюарт — фотографія обкладинки

## Хіт-паради
Альбоми
| Рік  | Чарт              | Позиція |
| ---- | ----------------- | ------- |
| 1966 | The Billboard 200 | 77      |

Сингли
| Рік  | Сингл                 | Чарт              | Позиція |
| ---- | --------------------- | ----------------- | ------- |
| 1966 | «Hoochie Coochie Man» | Billboard Hot 100 | 94      |